# Saltery Bay Ferry Terminal
Das Saltery Bay Ferry Terminal ist ein Fährhafen  in der kanadischen Provinz British Columbia. Er liegt an der Sunshine Coast am Jervis Inlet, einem Seitenarm der Malaspina-Straße und damit der Straße von Georgia, etwa 30 km südwestlich der Stadt Powell River im qathet Regional District. Der Tidenhub beträgt hier im Regelfall zwischen 1 und 5 Meter.
Der Fährhafen liegt auf der Route des Highway 101. Der Highway 101 wird in Richtung Süden ab dem Earls Cove Ferry Terminal weitergeführt.
BC Ferries (ausgeschrieben British Columbia Ferry Services Inc.), als der Hauptbetreiber der Fährverbindungen an der Westküste von British Columbia, betreibt von hier aus eine Route.

## Routen
Von hier werden folgende Ziele angelaufen:
- nach Earls Cove